# Tony Lovink

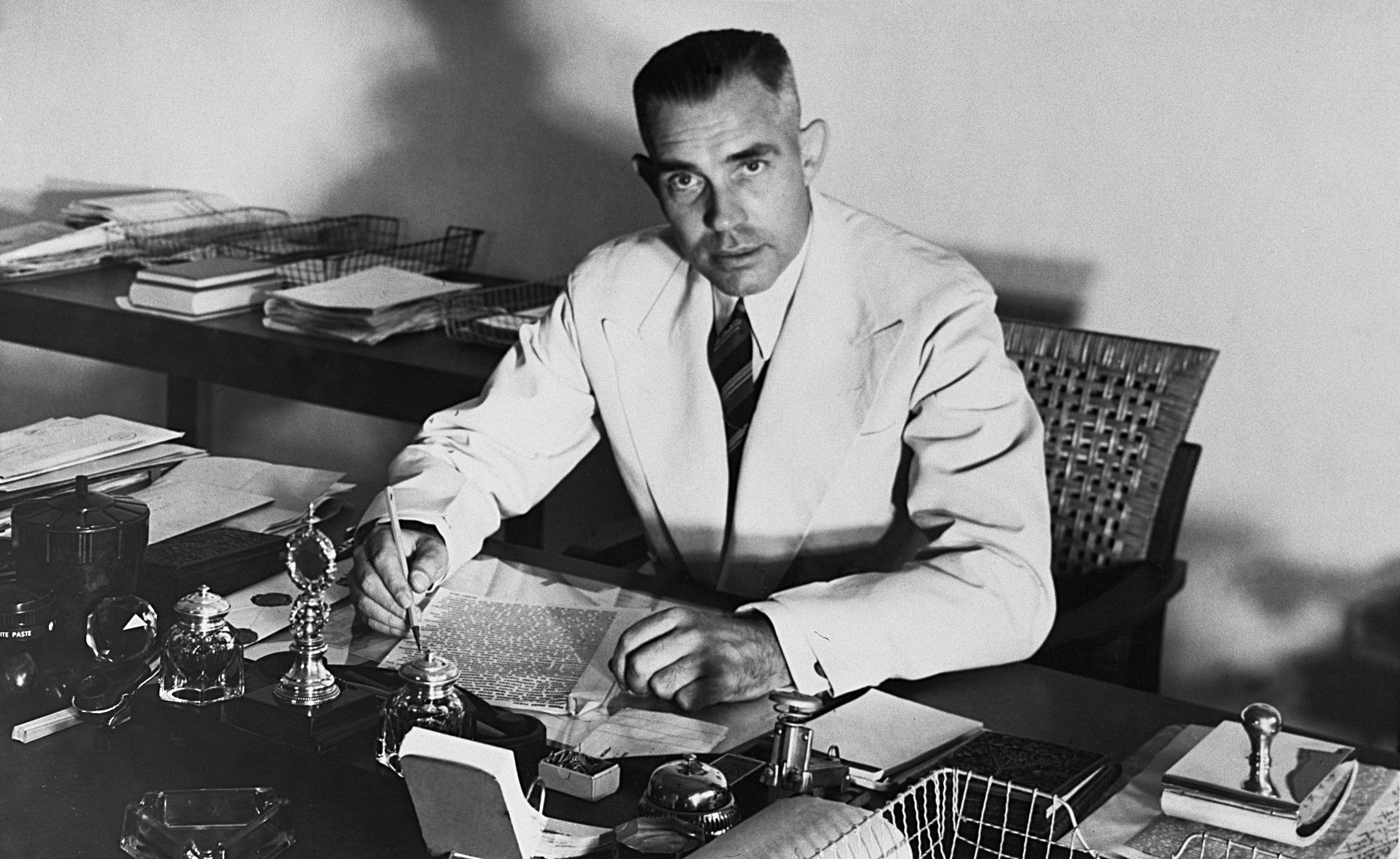
Generalgouverneur Antonius Hermanus Johannes Lovink

Antonius Hermanus Johannes Lovink, genannt Tony, (* 12. Juli 1902; † 27. März 1995) war ein niederländischer Kolonialverwalter und der letzte Generalgouverneur von Niederländisch-Indien. Während seiner Amtszeit wurde Niederländisch-Indien 1949 unabhängig und ist fortan als Indonesien bekannt.
Später war er der niederländische Botschafter in Australien und Kanada.